# Леслі Нільсен
Ле́слі Ві́льям Ні́льсен (англ. Leslie William Nielsen; нар. 11 лютого 1926, Реджайна, Саскачеван, Канада — пом. 28 листопада 2010, Форт-Лодердейл, Флорида, США) — американський комедійний актор.

## Раннє життя
Народився 11 лютого 1926 року в Реджайні, Саскачеван. Його мати, Мейбл Елізабет (уроджена Дейвіс), іммігрантка з Вельсу, а батько, Інґвард Еверсен Нільсен (1900—1975), із Данії та працював констебелем в Королівській кінній поліції Канади. Друга дитина в сім'ї. Має старшого брата Еріка Нільсена (1924—2008), який був депутатом парламенту Канади, обіймав посаду міністра та заступника прем'єр-міністра Канади (1984—1986). Також у нього є зведений брат Ґілберт Нільсен від іншого шлюбу батька.

Його двоюрідний дядько, Жан Гершольт, займався акторством та відомий у роллі доктора Крістіана з однойменного серіалу. Про нього Нільсен говорить 1994 року для Boston Globe:
«Я дуже рано зрозумів, що коли згадував свого дядька, люди дивилися на мене так, ніби я найбільший брехун у світі. Тоді я запрошував їх додому, показував глянцеві фотографії 8×10, і їх погляди різко змінювалися. Тож я починав задумуватися, що, можливо, акторство — не така вже й погана ідея, хоча я був дуже сором’язливий і зовсім не мав сміливості до цього. Мій дядько помер незабаром після того, як я опинився в такому становищі, щоб його знати. Шкодую, що не мав змоги ближче з ним познайомитися».
Дитинство Нільсен провів разом із сім'єю у Форт-Нормані (нині Туліта) у Північно-Західних територіях, де його батько служив у Королівській кінній поліції Канади. 1930 року вони переїхали до Едмонтона. Його батько був жорстокою людиною. Він бив свою дружину й синів, тож Леслі прагнув утекти. Після закінчення Вікторійської середньої школи в Едмонтоні 1943 року, 17-річний вступив до Королівських військово-повітряних сил Канади, хоч в нього і була глухоту й більшу частину життя він носив слухові апарати. Нільсен проходив навчання як повітряний стрілець під час Другої світової війни. Після закінчення війни його демобілізували, і він недовго працював диск-жокеєм на радіостанції в Калгарі, провінція Альберта, перш ніж вступити до Академії радіомистецтва Лорна Ґріна в Торонто.

## Кар'єра
Нільсен ріс разом зі своїми молодшими братами в селі на півночі Канади, де постачання продуктів було лише два місяці на рік. Потім сім'я переїхала на південь, в місто Едмонтон, де хлопці відвідували школу. Під час Другої світової війни Леслі Нільсен був прийнятий в Королівські військово-повітряні сили Канади. Після закінчення служби Нільсен працював диктором на місцевому канадському радіо.
Леслі Нільсен говорив, що зобов'язаний своїми акторськими здібностями суворому батьку, якому він частенько брехав, щоб уникнути покарань. В 1949 році, після навчання в нью-йоркському театрі, Нільсен вирішив посвятити себе акторському мистецтву. Він переїхав до Нью-Йорку, де отримав свою першу телевізійну роль в «Battleship Bismarck». Протягом декількох років Леслі Нільсен грав в різних телевізійних драмах, включаючи «Tales from Tomorrow» (1951).
У середині п'ятдесятих Леслі Нільсен переїхав в Голлівуд, де вперше знявся в кіно. «Заборонена планета» (1956) — кінодебют Нільсена. В 1960—1970-і рр. актор отримував в основному незначні ролі. За цей період Леслі Нільсен знявся в 50 фільмах, включаючи відносно відомі «Harlow» (1965), «The Plainsman» (1966), «Пригоди „Посейдона“» (1972), але великої популярності так і не отримав.

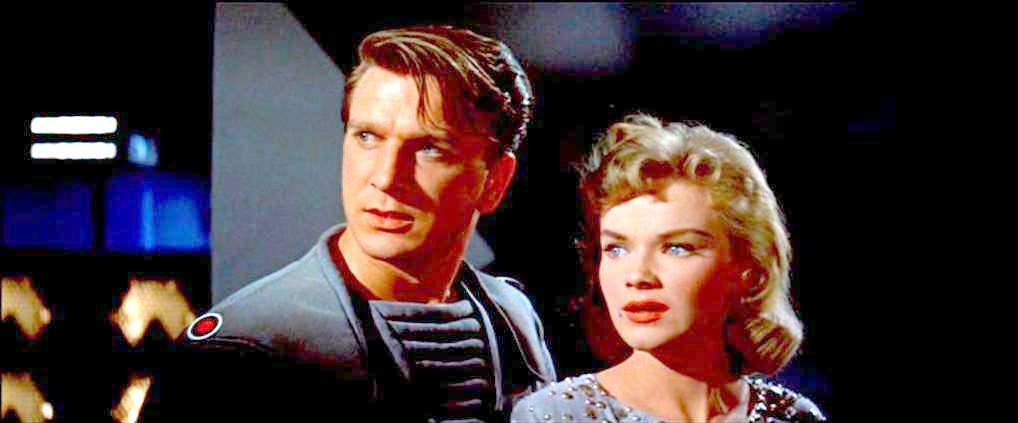
1956 рік. Нільсен у Фільмі «Заборонена Планета» (Forbidden Planet).

На початку вісімдесятих Леслі Нільсен вирішив кардинально змінити своє амплуа. На зміну серйозному герою приходить комедійний актор. Поворотною точкою була вдала комедія «Аероплан!» (1980). Нільсен поступово ставав все відомішим і відомішим. В 1982 році Леслі Нільсен знявся в декількох серіях в «Поліцейський відділ! В кольорі», граючи детектива Френка Дребіна. Персонаж отримав своє продовження в комедії «Голий пістолет» (1988) з режисурою відомої трійці Цукер-Абрахамс-Цукер. Фільм став хітом, а Леслі Нільсен — відомим і в нашій країні. Пізніше зняли два вдалих продовження фільму — «Голий пістолет 2½: Запах страху» (1991), «Голий пістолет 33⅓: Остання образа» (1994). Леслі Нільсен говорив, що робота з Цукерами і Джимом Абрахамсом для нього була великою удачею.
Потім були інші фільми. В наступному десятиріччі в кар'єрі Нільсена були і серйозні провали («Містер Магу» (1997), «Шостий елемент» (2000), «Дракула: Мертвий і задоволений цим» Мела Брукса), і безумовні удачі («Невинищений шпигун» (1996), «Без вини винний» (1998), «Дуже страшне кіно 3» (2003). Одночасно з цим Леслі Нільсен повернувся на телебачення, знімаючись в різних телешоу і серіалах, які мали великий успіх.
Леслі Нільсен помер 28 листопада 2010 року уві сні в лікарні міста Форт-Лодердейл (Флорида) від ускладнень, викликаних пневмонією.

## Фільмографія

### Кінофільми
| Рік  |   | Українська назва                               | Оригінальна назва                       | Роль                                       |
| ---- | - | ---------------------------------------------- | --------------------------------------- | ------------------------------------------ |
| 1956 | ф | Викуп                                          | Ransom!                                 | Чарлі Телфер                               |
| 1956 | ф | Заборонена планета                             | Forbidden Planet                        | командир Джон Дж. Адамс                    |
| 1956 | ф | Король волоцюг                                 | The Vagabond King                       | Тібо                                       |
| 1956 | ф | Протилежна стать                               | The Opposite Sex                        | Стів Гіллард                               |
| 1957 | ф |                                                | Hot Summer Night                        | Вільям Джоел Партейн                       |
| 1957 | ф | Теммі і холостяк                               | Tammy and the Bachelor                  | Пітер Брент                                |
| 1958 | ф | Вівчар                                         | The Sheepman                            | "Полковник" Стівен Бедфорд / Джонні Бледсо |
| 1964 | ф |                                                | Night Train to Paris                    | Алан Холідей                               |
| 1972 | ф | Пригоди «Посейдона»                            | The Poseidon Adventure                  | капітан Гарріс                             |
| 1977 | ф | День тварин                                    | Day of the Animals                      | Пол Дженсон                                |
| 1979 | ф | Місто у вогні                                  | City On Fire                            | майор Вільям Дуглей                        |
| 1980 | ф | Аероплан!                                      | Airplane!                               | доктор Рамек                               |
| 1980 | ф | Шкільний бал                                   | Prom Night                              | містер Хаммонд                             |
| 1981 | ф | Голий космос                                   | Naked Space                             | капітан Джемісон                           |
| 1982 | ф | Калейдоскоп жахів                              | Creepshow                               | Річард Вікерс                              |
| 1982 | ф | Добре зло                                      | Wrong Is Right                          | Франклін Меллорі                           |
| 1986 | ф | Душевна людина                                 | Soul Man                                | містер Данбар                              |
| 1987 | ф | Чокнуті                                        | Nuts                                    | Аллен Грін                                 |
| 1988 | ф | Голий пістолет                                 | The Naked Gun                           | лейтенант Френк Дребін                     |
| 1990 | ф | Рецидив                                        | Repossessed                             | отець Джебедія Майї                        |
| 1991 | ф | Голий пістолет 2½: Запах страху                | The Naked Gun 2½: The Smell of Fear     | лейтенант Френк Дребін                     |
| 1991 | ф | Все, що я хочу на Різдво                       | All I Want For Christmas                | Санта-Клаус                                |
| 1993 | ф | Ніндзя-серфери                                 | Surf Ninjas                             | полковник Чі                               |
| 1994 | ф | Голий пістолет 33⅓: Остання образа             | The Naked Gun 33 1/33: The Final Insult | лейтенант Френк Дребін                     |
| 1994 | ф | Операція чисті руки. 2000 років і півроку тому | S.P.Q.R.: 2,000 and a Half Years Ago    | Лучіо Сініко                               |
| 1995 | ф | Дитина напрокат                                | Rent-a-Kid                              | Гаррі Хейбер                               |
| 1995 | ф | Дракула: Мертвий і задоволений цим             | Dracula: Dead and Loving It             | Дракула                                    |
| 1996 | ф | Невинищений шпигун                             | Spy Hard                                | агент Дік "WD-40" Стіл                     |
| 1997 | ф | Сімейний план                                  | Family Plan                             | Гаррі Гейбер                               |
| 1997 | ф | Містер Магу                                    | Mr. Magoo                               | Квінсі Магу                                |
| 1998 | ф | Помилково звинувачений                         | Wrongfully Accused                      | Райан Гаррісон                             |
| 1999 | ф | Пірати четвертого виміру                       | Pirates 4D                              | капітан Лакі                               |
| 2000 | ф | Санта - це хто?                                | Santa Who?                              | Санта-Клаус                                |
| 2000 | ф | Шостий елемент                                 | 2001: A Space Travesty                  | Маршал Річард "Дік" Дікс                   |
| 2001 | ф | Камуфляж                                       | Camouflage                              | Джек Поттер                                |
| 2001 | ф | Кевін з Півночі                                | Kevin of the North                      | Клайв Торнтон                              |
| 2002 | ф | Хлопці з віниками                              | Men with Brooms                         | Гордон Каттер                              |
| 2003 | ф | Дуже страшне кіно 3                            | Scary Movie 3                           | президент Бакстер Гарріс                   |
| 2006 | ф | Дуже страшне кіно 4                            | Scary Movie 4                           | президент Бакстер Гарріс                   |
| 2007 | ф | Музика всередині                               | Music Within                            | Білл Остін                                 |
| 2008 | ф | Супергеройське кіно                            | Superhero movie                         | дядько Альберт                             |
| 2008 | ф | Американська казка                             | An American carol                       | дідусь / Усама бен Нільсен                 |
| 2009 | ф | Стен Гелсінг                                   | Stan Helsing                            | Кей                                        |
| 2009 | ф | Дуже іспанське кіно                            | Spanish Movie                           | доктор                                     |
| 2011 | ф | Стонервіль                                     | Stonerville                             | продюсер                                   |

### Телебачення
| Рік       |    | Українська назва                  | Оригінальна назва            | Роль                                                                                           |
| --------- | -- | --------------------------------- | ---------------------------- | ---------------------------------------------------------------------------------------------- |
| 1964      | тф |                                   | See How They Run             | Еліот Грін                                                                                     |
| 1968      | с  | Агенти U.N.C.L.E.                 | The Man from U.N.C.L.E       | Максиміліан Гармон (епізоди "The Seven Wonders of the World Affair Pt 1 & 2")                  |
| 1968      | с  | Гаваї 5-O                         | Hawaii Five-O                | Брент (епізод "Cocoon")                                                                        |
| 1969      | с  | Велика долина                     | The Big Valley               | сержант Ерл Конвей (епізод "Town of no Exit")                                                  |
| 1969      | с  | Димок зі ствола                   | Gunsmoke                     | Джесс Тревор (епізод "Time of the Jackals")                                                    |
| 1971      | с  | Коломбо                           | Columbo                      | Пітер Гамільтон (епізод "Lady in Waiting")                                                     |
| 1971      | с  | Нічна галерея                     | Night Gallery                | привид (епізод "Phantom of What Opera?") полковник Денніс Маллой (епізод "A Question of Fear") |
| 1973      | с  | Польовий шпиталь                  | M*A*S*H                      | полковник Базз Брайтон (епізод "The Ringbanger")                                               |
| 1973—1974 | с  | Вулиці Сан Франциско              | The Streets of San Francisco | офіцер Джо Ландерс, інспектор Джон Т. Коннор, Великий Джейк Вілсон (3 епізоди)                 |
| 1974      | с  | Гаваї 5-O                         | Hawaii Five-O                | полковник Фаррадей (епізод "We Hang Our Own")                                                  |
| 1974      | с  |                                   | Kojak                        | Майкл Хаґар (епізод "Loser Takes All")                                                         |
| 1975      | с  | Кунг-фу                           | Kung Fu                      | Вінсент Корбіно (4 епізоди)                                                                    |
| 1975      | с  | Коломбо                           | Columbo                      | Джеронімо (епізод "Identity Crisis")                                                           |
| 1975—1976 | с  |                                   | S.W.A.T.                     | Ларрі Ніл / Вінс Річі (3 епізоди)                                                              |
| 1982      | с  | Поліцейський загін!               | Police Squad!                | детектив Френк Дребін (6 епізодів)                                                             |
| 1987      | тф |                                   | Nightstick                   | Тед Еванс                                                                                      |
| 1989      | с  | Суботнього вечора в прямому ефірі | Saturday Night Live          | гість (епізод "Leslie Nielsen / Cowboy Junkies")                                               |
| 1992      | с  | Золоті дівчата                    | The Golden Girls             | Лукас Холлінгсворт (епізод "One Flew Out of the Cuckoo's Nest")                                |
| 1993      | с  | Германова голова                  | Herman's Head                | Бог (епізод "God, Girls and Herman")                                                           |
| 1996      | тф |                                   | Harvey                       | доктор Чамлі                                                                                   |